# ジョージ・スタンホープ (第7代チェスターフィールド伯爵)

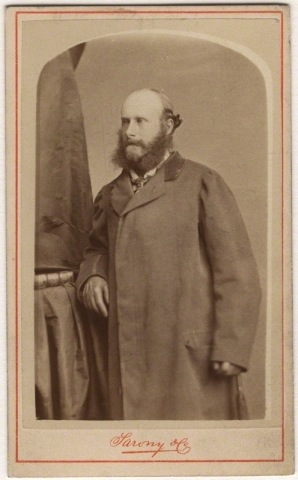
オリヴィエ・サロニによる肖像写真、1866年以降。

第7代チェスターフィールド伯爵ジョージ・フィリップ・セシル・アーサー・スタンホープ（George Philip Cecil Arthur Stanhope, 7th Earl of Chesterfield、1831年9月28日 – 1871年12月1日）は、イギリスの貴族、政治家。保守党に属し、庶民院議員を務めた。

## 生涯
第6代チェスターフィールド伯爵ジョージ・スタンホープと妻アン・エリザベス（1802年9月7日 – 1885年7月27日、初代フォレスター男爵セシル・ウェルド＝フォレスターの娘）の息子として、1831年9月28日にメイフェアで生まれた。イートン・カレッジで教育を受けた。
1849年8月21日にロイヤル・ホース・ガーズのコルネット（騎兵少尉）としての辞令を購入、1853年9月2日に中尉への辞令を購入して昇進した後、1855年12月ごろに軍務から引退した。1863年3月26日に中尉としてノッティンガムシャー・ヨーマンリー連隊に入隊、1865年3月3日に大尉に昇進した後、1871年1月までに辞任した。
クリケット選手であり、1860年から1861年までノッティンガムシャー州クリケット・クラブの選手として5試合に出場した。
1860年12月、サウス・ノッティンガムシャー選挙区の補欠選挙に保守党候補として出馬、無投票で庶民院議員に当選した。1865年イギリス総選挙でも無投票で再選した。
1866年6月1日に父が死去すると、チェスターフィールド伯爵位を継承した。
王太子エドワード（のちの国王エドワード7世）とともにスカーブラの近くにあるロンズバラ・ロッジ（Londesborough Lodge）に滞在したとき、王太子とチェスターフィールド伯爵が1871年11月17日に腸チフスにかかった。王太子は回復したが、チェスターフィールド伯爵は12月1日にブレットビー・ホールで病死した。爵位は遠戚のジョージ・フィリップ・スタンホープ（7代伯爵の曽祖父の弟の曽孫）が継承した。ブレットビーの地所などスタンホープ家の財産は妹エヴリン（1834年11月3日 – 1875年1月25日、1861年に第4代カーナーヴォン伯爵ヘンリー・ハーバートと結婚）とその子孫が相続した。